# إثبات الحد لله عز وجل وبأنه قاعد وجالس على عرشه
إثبات الحد لله عز وجل وبأنه قاعد وجالس على عرشه هو كتاب ألّفهُ محمود بن أبي القاسم الدشتي المتوفى سنة 665 الهجرية، اشتمل كتابه على مرويات علماء مذهب السلَف وأئئمتهم فيما يتعلق بمسألتين، الأولى: إثبات الحد لله، واستدلالهم من القرآن الكريم والحديث النبوي على أن لله حدّاً وأن الحدّ متعلق بعلوّ الربّ وبينونته من خلقه واستوائه على عرشه، والمسألة الأخرى: إثبات الجلوس والقعود لله تعالى على ما يليق به سبحانه وذكر الأدلة على إثبات ذلك من السنة الصحيحة الصريحة وآثار السلَف الصالح من الصحابة والتابعين ومن بعدهم.

## معنى الحدّ
قال عبد الله بن محمد بن خضر الزهراني في تعليقه على كتاب (التعليق على رسائل ابن تيمية في الصفات والقدر) "ومعنى (الحدّ) عند أئمة السنة: إثبات عُلوّهِ سبحانه وبينونته عن خلقه وعبّر أهلُ السنة عندما أنكر الجهميةُ عُلوّهُ ومباينته خلقَهُ فبيّنَ ابنُ المبارك وغيره من أئمة السنّة أن الرب تعالى على عرشه مباينٌ لخلقه منفصلٌ عنه وذكر الحدّ لأن الجهمية كانوا يقولون ليس له حدّ، وما لا حدّ له لا يباين المخلوقات، ولا يكون فوق العالم لأن ذلك مستلزمٌ للحدّ".

## سبب التأليف
قال محمود الدشتي "فإن سائلاً سألني، وقال: أحب أن تجمع ما جاء في إثبات الحد لله تعالى، ويعني بذالك حدٌ لا يعلمه إلا الله، وأما من زعم أن لله عز وجل حداً يعلمه غيره فهو ضالٌ مضل مبتدع، فأجبتُ إلى ذلك، وجمعتُ في كتابي هذا شيئاً يسيراً من مذهب علماء السلف وأئمتهم، وما روي وصح عنهم، وما احتجوا في ذالك من الكتاب والسنة، وما ذكروه في كتبهم وتصانيفهم، منهم: الإمام عبدالله بن المبارك، والإمام أبو عبدالله أحمد بن حنبل، وإسحاق بن راهويه، وعثمان بن سعيد الدارمي، وأبو عبد الله ابن بطة، وأبو إسماعيل الأنصاري، وأبو القاسم بن منده، وإسماعيل بن الفضل الأصبهاني، والقاضي أبو يعلى بن الفراء، والإمام أبو الحسن ابن الزاغوني، والحافظ أبو العلاء الهمذاني، رضي الله عنهم، وكل واحد منهم له تصانيف كثيرة، وإمام من أئمة الإسلام، وحافظ من الحفاظ، وعالم من العلماء، وفقيه من الفقهاء، وشيخ من المشايخ فكلهم من أصحاب الحديث، يعرفون تفسير القرآن العظيم، والأحاديث عن النبي صلى الله عليه وآله وسلم، وتأويلها، واحتجوا في إثبات الحد لله عز وجل بنص الكتاب والسنة، وما قالوا في ذلك بالمقاييس والآراء، ولا بأهواء أنفسهم، وإنما قالوا بدلائل وبراهين من الكتاب والسنة، ولا يكون على وجه الأرض أحدٌ أعلم بالكتاب والسنة من أصحاب الحديث، فمن يخالفهم ولا يقول ما قالوه، ولا يعتقد ما اعتقدوه؛ فهو مبتدع ضال مضل"، قال محققا الكتاب، مسلطٌ العتبيُّ وعادلٌ آل حمدان "فإنه لم يأتِ إنكار هاتين المسألتين غالباً إلا عن الجهمية أعداء السنة والتوحيد، نفاة صفات رب العالمين، فعنهم تلقفّها مَن جاء بعدهم ممن اشتغل بالنظر في كتب أهل الكلام وأعرض عن دراسة ما كتبَهُ أهل النسة في هذه الأبواب"، وقال الدشتي "قد وجدت في كتاب (الإيضاح) للإمام أبي الحسن علي بن الزاغوني رحمه الله أنه قال اعلم أن الدليل القاطع دلّ على وجود الباري وثبوته ذاتاً بحقيقة الإثبات وأنه لا بد من فصل يكون بينه وبين خلقه ويقتضي انفراده بنفسه وهذا بعينه هو الحد والنهاية وإنما يغترّ الأغمار الذين لا خبرة عندهم بصعوبة إضافة الحدّ والغاية والنهاية إليه تعالى مع إقرارهم أنه متميز بذاته منفرد مباين لخلقه وهذا مناقضة منهم في العقيدة.

### عدد العلماء في الكتاب
أحصى كمال الحيدري عدد علماء السلَف الذين رواى عنهم الدشتي آراءهم المتعلقة بإثبات الحد لله وقال الحيدري "استقرأهم تأريخياً من سنة 181هـ إلى وقتنا الحاضر: (عبد الله بن المبارك، الحميدي عبد الله بن الزبير، سعيد بن منصور، أحمد بن حنبل، إسحاق بن راهويه، حرب بن إسماعيل الكرماني، الأثرم أحمد بن محمد بن هانئ، عثمان بن سعيد الدارمي، عبد الله بن أحمد بن حنبل، الخلال أبو بكر أحمد بن محمد، أبو عبد الله بن بطة العكبري، يحيى بن عمار السجستاني، أبو القاسم ابن منده، أبو إسماعيل الأنصاري الهروي صاحب كتاب الأربعين في دلائل التوحيد، أبو الحسن الجزري، القاضي أبو يعلى، أبو العلاء الهمداني، أبو القاسم التيمي، ابن الزاغوني، الدشتي، وشيخ الإسلام ابن تيمية) مجموعهم إلى هنا 21 فقط من كل علماء الأمة الإسلامية التي فيها عشرات الآلاف من المحققين والعلماء (ابن القيم، ابن أبي العز الحنفي، يوسف بن عبد الهادي، الشيخ أحمد بن إبراهيم بن عيسى النجدي، الشيخ سليمان بن سحمان النجدي، الشيخ عبد العزيز بن باز، الشيخ الفوزان) المجموع مع المعاصرين لا يتجاوز عددهم 28".

### نقد
قال محمد زاهد الكوثري في كتابه حواشي ذيول تذكرة الحفاظ إن كتاب الدشتي "فيه عن الزاغوني وأبي يعلى وابن بطة وغيرهم من مجانين العقلاء نقولٌ سخيفة يضحك منها عقلاء المجانين وفيه أيضاً الأبيات المعزوّة إلى الدراقطني مِن غير خجَلٍ ولا وَجل (لا تنكروا أنه قاعدٌ، ولا تجحدوا أنه يقعدوا)..وإنما أفضنا في هذا ليكون القارئ على بينة من أمر هؤلاء الحشوية المعاندين لأهل السنة حتى لا يغترّ بالدعايات القائمة التي لا تنطوي إلا على جهل فاضح عند أصحاب العقول السليمة والنظر الصحيح"، قال محققا الكتاب تعليقاً على قول الكوثري "ليس هذا بغريب من هذا الجهمي الذي ملأَ كتبه وتعليقاته بالطعون الكاذبة والاتهامات الزائفة لأئمة السلف ومن تبعهم من أهل السنة في كل زمان ومكان"، وذكرَ الألباني في فهرست مخطوطات الكتب الظاهرية في تعليقه على كتاب الدشتي "قلتُ وليس فيه ما يشهد لذلك من الكتاب والسنة"، قال محققا الكتاب تعليقاً على قول الألباني "فالدشتي رحمه الله في هذا الكتاب إنما هو ناقل لكلام أهل السنة والجماعة من الصحابة والتابعين...وغيرهم من أئمة أهل السنة رحمهم الله، وهم مَنْ أُمرنا بالاقتداء بهم والتمسك بما كانوا عليه ومن المسلم به عند كل صاحب سنة واتباع أنهم لا يُثبتون مسائل التوحيد والاعتقاد إلا بدليل صحيح صريح وأنهم أورع وأخشى لله تعالى من أن يصفوه بما لا يثبت أو ما لا يليق به سبحانه".